# Чекшево
Чекшево — деревня в Вологодском районе Вологодской области.
Входит в состав Новленского сельского поселения, с точки зрения административно-территориального деления — в Новленский сельсовет.
Расстояние по автодороге до районного центра Вологды — 63 км, до центра муниципального образования Новленского — 3 км. Ближайшие населённые пункты — Тупочелово, Алексеевское, Ермолово, Романово, Курово, Перхурьево, Колотилово.
По данным переписи в 2002 году постоянного населения не было.